# Список млекопитающих, занесённых в Красную книгу Московской области

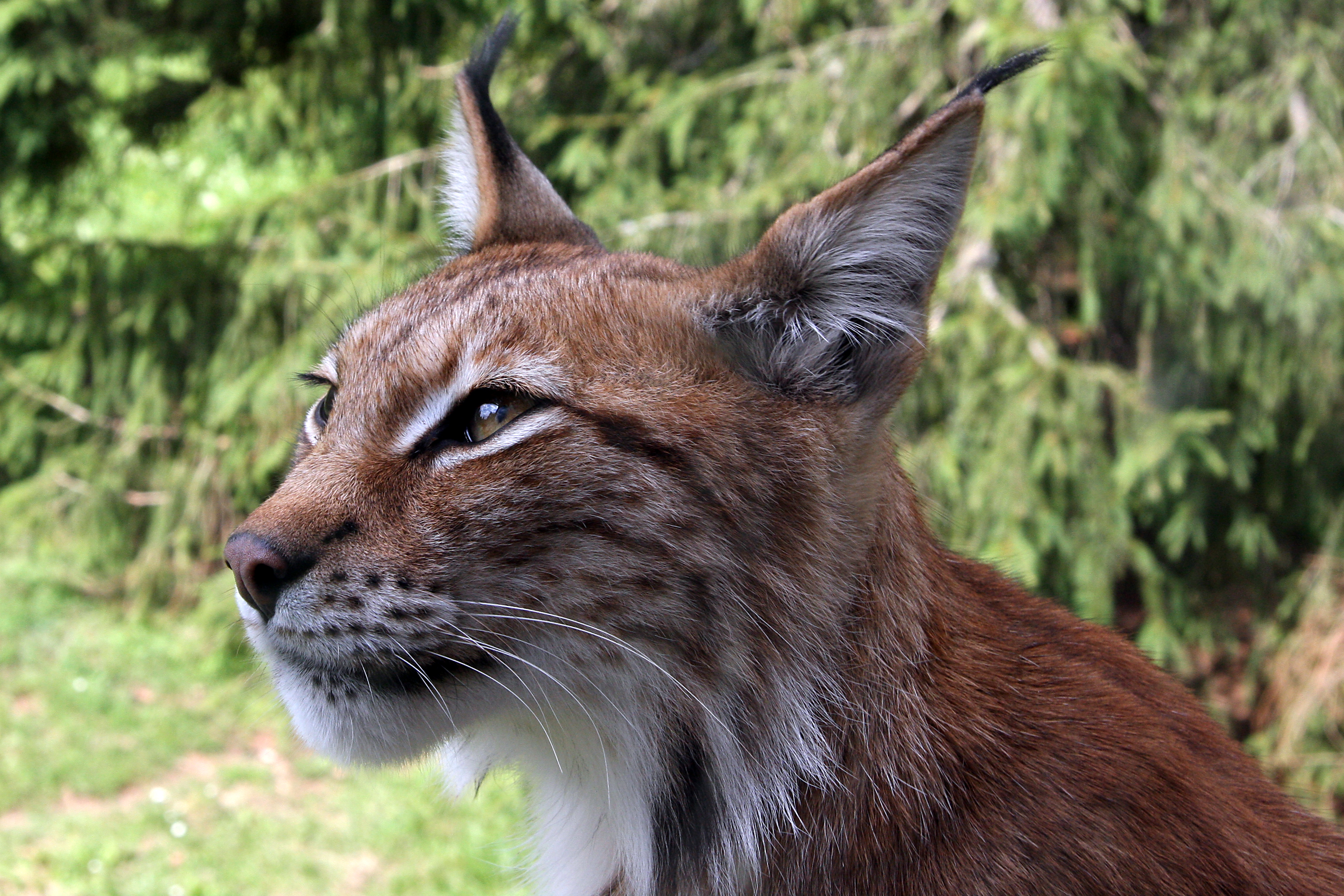
Обыкновенная рысь

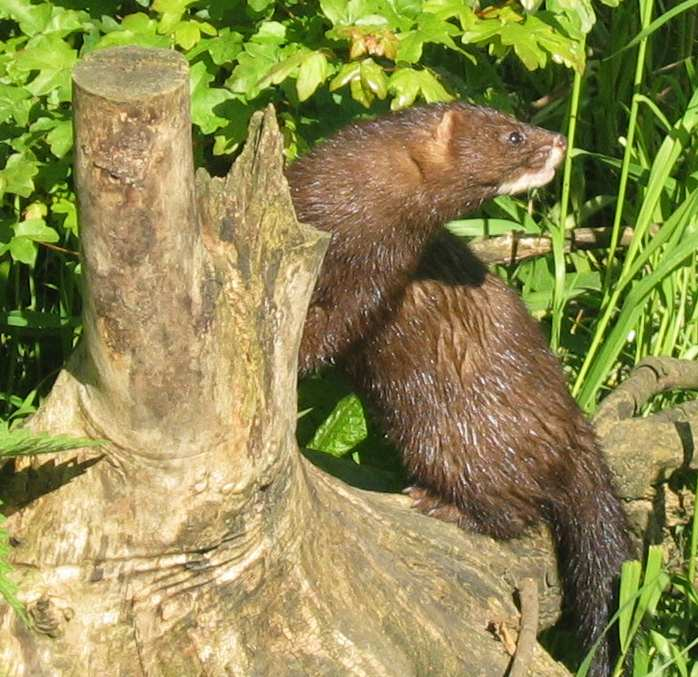
Европейская норка

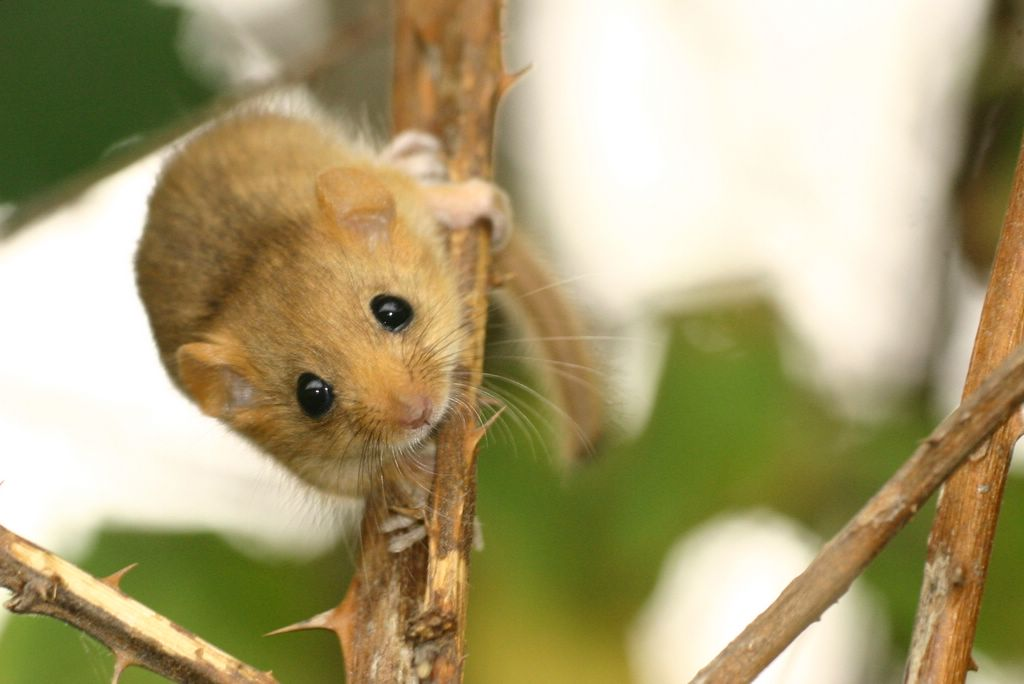
Орешниковая соня

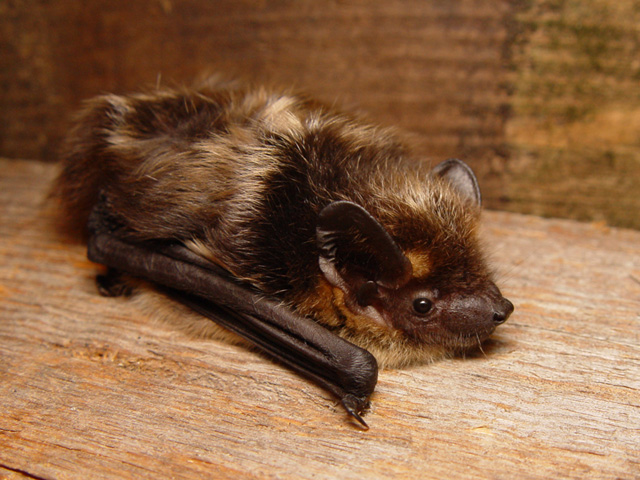
Северный кожанок

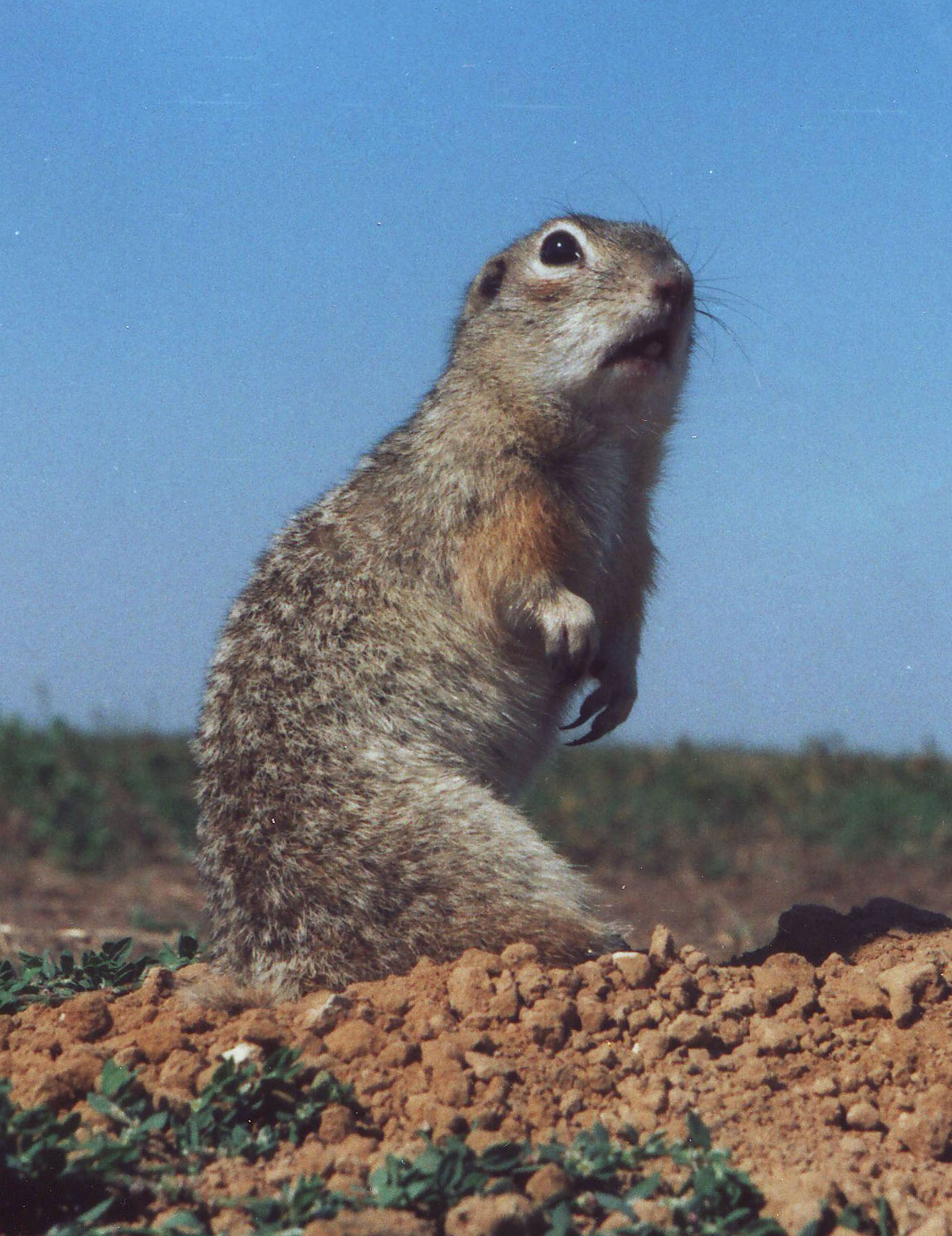
Крапчатый суслик

Список млекопитающих, занесённых в Красную книгу Московской области включает 20 видов млекопитающих (4 вида насекомоядных, 5 видов рукокрылых, 7 видов грызунов, 4 вида хищных), включённых в Красную книгу Московской области.
Категории охраны обозначены цифрой в конце строки каждого вида:
- 1 — находящиеся под угрозой исчезновения
- 2 — сокращающиеся в численности
- 3 — редкие
- 4 — неопределённые по статусу
- 5 — восстанавливающиеся

## Отряд Насекомоядные — Insectivora
- Семейство Кротовые — Talpidae
  - Русская выхухоль — Desmanа moschatа L. 1
- Семейство Землеройковые — Soricidae
  - Малая белозубка — Crocidura suaveolens Pall. 4
  - Равнозубая бурозубка — Sorex isodon Turov 3
  - Крошечная бурозубка — Sorex minutissimus Zimm. 4

## Отряд Рукокрылые — Chiroptera
- Семейство Гладконосые — Vespertilionidae
  - Ночница Наттерера — Myotis nattereri Kuhl 4
  - Прудовая ночница — Myotis dasycneme Boie 4
  - Малая вечерница — Nyctalus leisleri Kuhl 4
  - Гигантская вечерница — Nyctalus lasiopterus Schreb. 3
  - Северный кожанок — Eptesicus nilssoni Keys. et Blas. 4

## Отряд Хищные — Carnivora
- Семейство Медвежьи — Ursidae
  - Бурый медведь — Ursus arctos L. 1
- Семейство Куньи — Mustelidae
  - Европейская норка — Mustela lutreola L. 2
  - Речная выдра — Lutra lutra L. 2
- Семейство Кошачьи — Felidae
  - Обыкновенная рысь — Lynx lynx L. 1

## Отряд Грызуны — Rodentia
- Семейство Беличьи — Sciuridae
  - Обыкновенная летяга — Pteromys volans L. 1
  - Крапчатый суслик — Citellus suslicus Guld. (Spermophilus suslicus Guld.) 1
- Семейство Соневые — Gliridae
  - Соня-полчок — Glis glis L. (Myoxus glis L.) 3
  - Орешниковая соня — Muscardinus avellanarius L. 4
- Семейство Пятипалые тушканчики — Allactagidae
  - Большой тушканчик — Allactaga major Kerr 1
- Семейство Хомяковые — Cricetidae
  - Подземная полёвка — Microtus subterraneus S.-Long. 4
- Семейство Мышиные — Muridae
  - Желтогорлая мышь — Apodemus flavicollis Melchior 4